# Xanthorhoe leopoldi
Xanthorhoe leopoldi là một loài bướm đêm trong họ Geometridae.